# Reformes Taika
Les reformes Taika (japonès: 大化の改新 / Taika no Kaishin)  foren un conjunt de doctrines establertes per l'emperador Kōtoku (孝徳天皇 / Kōtoku-tennō) l'any 645. Van ser escrites poc després de la mort del príncep Shōtoku i la derrota del clan Soga (japonès: 蘇我氏 / Soga no uji), unint el Japó. Les reformes també varen marcar artísticament el final del període Asuka i el començament del període Hakuhō. El príncep hereu Naka no Ōe (que més tard regnaria com a emperador Tenji), Fujiwara no Kamatari, i l'emperador Kōtoku van emprendre conjuntament les reformes. L'emperador Kōtoku, va prendre el nom de taika (japonès: 大化), que vol dir gran reforma.
Les reformes van començar amb una reforma agrària basada en idees filosòfiques confuncianistes de la Xina, però el veritable objectiu de les reformes era aconseguir una major centralització i potenciar el poder de la cort imperial, que també estava basada en l'estructura governamental xinesa. Enviats i estudiants varen anar a la Xina per aprendre des del sistema d'escriptura fins als hàbits dietètics, passant per la literatura, la religió o l'arquitectura. Actualment encara es pot veure l'impacte de les reformes en la vida cultural japonesa.

## Origen

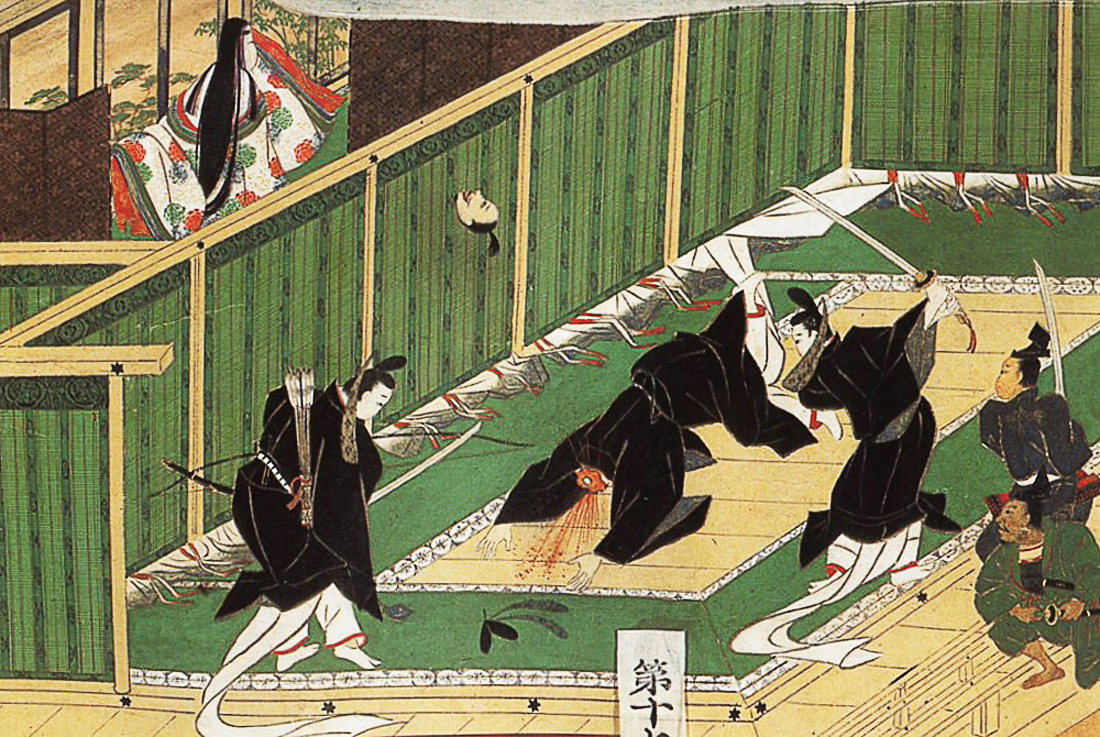
Incident d'Isshi.

Després del fi de la regència de Shōtoku Tenchi, el clan Soga, del qual va derivar l'ascendència de Shōtoku, va prendre l'hegemonia de la cort de Yamato. El clan es va oposar al fill de Shōtoku Yamashiro Ōe i el va matar l'any 643. Sota el regnat de l'emperatriu Kōgyoku, el cabdill del clan Soga fou, virtualment, un líder totpoderós de la Cort.
Els que estaven en contra de la dictadura dels Soga incloïen al germà de l'emperador Kōtoku, el fill de l'emperador, el príncep, juntament amb el seu amic Nakatomi no Kamatari, i el seu gendre Soga no Ishikawamaro. Aquests confabularen per acabar amb el règim d'Iruka amb un cop d'estat l'any 645 (conegut com a incident Isshi). Com que Kōgyoku va renunciar al tron, Karu va accedir al tron i va passar a ser l'emperador Kōtoku. El nou emperador, juntament amb el Príncep Imperial Naka no Ōe, va emetre una sèrie de mesures de reforma que culminaren amb els Edictes de Reforma Taika el 646. En aquell moment, dos erudits, Takamuko no Kuromano i el sacerdot Min, que havien acompanyat a Ono no Imoko en viatges a la Xina (on s'estigueren més d'una dècada), van ser assignats a la posició de Kuni no Hakase (japonès: 国博士; Doctorat Nacional). Segurament, aquests compilaren els edictes, que en essència fundaren el sistema imperial japonès i el govern. El governant, segons aquests acords, ja no seria el líder del clan, sinó que seria un  emperador amb poder absolut.
Actualment, la reforma Taika és vista com un sistema coherent en el qual es van harmonitzar molts factors inherents dissonants, tot i que segons alguns acadèmics no van acabar de reeixir. Els canvis es van desenvolupar en una sèrie e passes successives al llarg de molts anys.
Els edictes de la reforma van restringir severament la independència dels funcionaris regionals i van constituir la cort imperial com un lloc d'apel·lació i queixa sobre el poble. A més a més, els edictes van intentar posar fi a certes pràctiques socials, amb la fi d'apropar la societat japonesa a les pràctiques socials xineses. Malgrat tot, comportaria diversos segles perquè la idea conceptual de l'emperador xinès arrelés al Japó.